# Château-musée Henri IV
Le château-musée Henri IV, anciennement musée de Nérac, fondé en 1872, est un musée municipal d'histoire, d'art et d'archéologie situé à Nérac (Lot-et-Garonne).
Premier musée du Lot-et-Garonne, créé sous le mandat d'Armand Fallières, il s'enrichit rapidement de collections hétéroclites grâce aux dons des locaux et aux dépôts nationaux. Il propose une muséographie encyclopédique typique du XIXe siècle. Les limites du premier lieu alloué au musée (l'ancien hôtel de ville) se font sentir et le projet de restauration du château de Nérac est lancé en 1919. Le musée s'installe dans le château et ouvre au public en 1935. Après-guerre, à l'occasion de l'exposition commémorant le quatrième anniversaire de la naissance d'Henri IV, le musée délaisse l'aspect encyclopédique dont il avait hérité et se concentre sur l'histoire d'Henri IV et de sa famille (les Albret) ainsi que l'archéologie locale avant de proposer, à partir de 2016, une muséographie entièrement tournée vers la Renaissance.

## Histoire

### Le premier musée du Lot-et-Garonne
Considéré comme le premier musée du Lot-et-Garonne, le musée de Nérac est fondé sous mandat d'Armand Fallières, maire de Nérac, le 5 décembre 1872 par délibération du conseil municipal puis ouvert au public le 1er mai 1873,. Le musée est alors installé dans le bâtiment qui avait abrité l'hôtel de ville jusqu'à cette date. Le choix d'un hôtel de ville pour loger un musée est un choix très courant au XIXe siècle et c'est ainsi que le nouveau musée côtoie au sein de ce bâtiment la sous-préfecture, la bibliothèque municipale et le tribunal de commerce. La création de ce musée est essentiellement le fait de deux personnes : Georges Monbrison (collectionneur) et Anatole Faugère-Dubourg (archéologue). Le premier fit de nombreux dons au musée et le second, auxiliaire actif du jeune Fallières, en fut son premier conservateur en 1874. Le 6 octobre 1873, Armand Fallières décrit le musée ainsi :

« Le musée de Nérac réunit toutes les conditions voulues de sûreté et de parfaite conservation. Il se compose d'une vaste salle de trente mètres de long sur dix de large, située à un premier étage, isolé de tout autre bâtiment, très suffisamment éclairée et aérée, et déjà, grâce aux efforts empressés de l'initiative privée, comme aussi grâce aux sacrifices que s'impose la ville, trente tableaux de valeur sérieuse et d'importantes collections scientifiques relatives surtout à la région y sont déposés »

Les succès politiques d'Armand Fallières en tant que ministre de l'Instruction publique et des Beaux-Arts puis président de la République facilitent les dépôts au musée de Nérac. Il sollicite d'abord l'administration des Beaux-Arts pour qu'elle consente à effectuer des dépôts au musée. Charles Blanc accorde notamment au jeune musée deux marines d'après Turner. Puis le musée reçoit des dépôts du ministère de l'Instruction publique, du Muséum d'histoire naturelle, du musée national de Versailles et de la manufacture des Gobelins, conformément au souhait du nouveau conservateur Maurice Lespiault de proposer des modèles aux artistes néracais,. En fait, Fallières n'oublie jamais la ville de Nérac tout au long de son ascension politique, c'est pour cela que le musée se voit offrir des  œuvres de plus en plus prestigieuses comme la statue en plâtre d'Henri IV de Jules Salmson (1876), initialement destinée à l'hôtel de ville de La Rochelle ou encore Réception du Président Fallières à la sous-préfecture de Nérac (1906) d’Étienne Mondineu,.
Mais les dons sont aussi le fait d'une véritable contribution populaire. Car avant même l'ouverture du musée, la municipalité est confrontée à des envois de dons venant de personnes d'horizons sociaux très divers. Cet engouement pour les dons est accentué par le fait que chaque donateur se voit apposer son nom au bas de son œuvre ou sur la vitrine qui la renferme. Le caractère très local des donations fait très vite apparaître le musée de Nérac comme la vitrine de l'histoire de l'Albret.
Dans sa muséographie, ce premier musée est typique des musées encyclopédiques du XIXe siècle où se côtoient des objets archéologiques, sculptures, peintures, arts graphiques, mobilier et collections naturalistes.
Dès la fin des années 1880, le conservateur se questionne sur le manque d'espace et songe à déplacer le musée, l'idée de le loger dans le château émerge rapidement et fait l'unanimité.

### Le transfert du musée dans le château des Albret

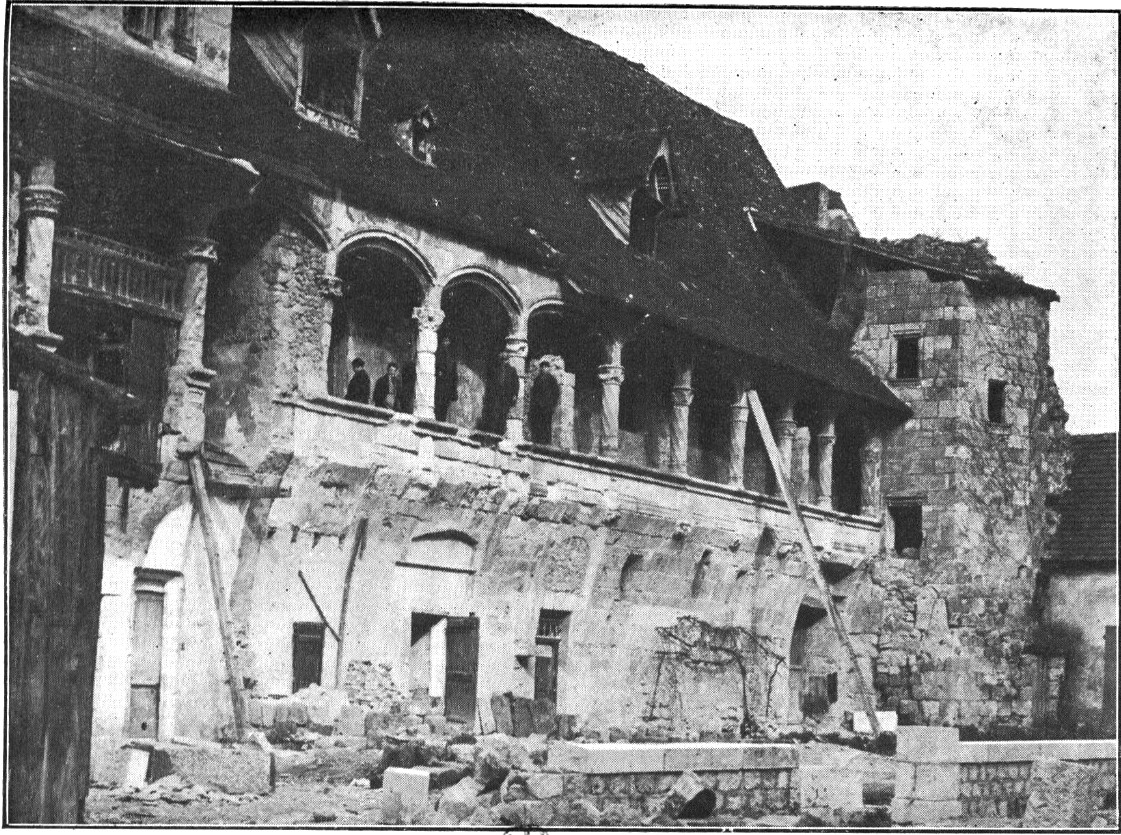
Le château au début de sa restauration en 1926.

Déclaré bien national en 1793, la destruction du château débute au mois de décembre après le vote de la municipalité qui demande « la démolition de fond en comble du château dans toutes ses parties excepté le corps du logis » avant son interruption en mars 1794,. Ce qui reste du château (l'aile nord) est alors vendu par lot à plusieurs propriétaires à partir de 1811,.
À partir de 1919, les lots sont progressivement rachetés par la municipalité et le 21 janvier 1925 la commune est enfin propriétaire de l'ensemble des lots du château,. Les travaux de restauration débutent en 1925 et aboutissent en 1934,. Le 12 août 1934, le conseil municipal décide de déménager le musée dans le château.
L'inauguration a lieu le 23 septembre 1934. Elle est réalisée par l'ancien sous-secrétaire d'État aux Beaux-Arts Hippolyte Ducos. Elle est l'occasion de fêtes au cours desquelles le drame lyrique de Fleurette est joué au théâtre de plein air (situé sur la promenade de la Garenne) en compagnie de son auteur Eugène Pujol,.
L'ouverture des salles au public a lieu le 1er janvier 1935. Dès lors, le musée rompt avec le principe de gratuité cher à Armand Fallières en raison du coût considérable des travaux de restauration et de l'attrait touristique du château.
Après la Seconde Guerre mondiale, les conditions de conservation et de présentation des œuvres se dégradent et la visite du conservateur des musées nationaux Georges-Henri Rivière, en 1948, est suivie de préconisations de la part de la direction des Musées de France qui constate un inventaire incomplet et un parcours de visite inadapté.
Mais c'est au début des années 1950, que la municipalité prend véritablement conscience du problème. En effet, en 1953, l'exposition De la couronne de Navarre au trône de France doit avoir lieu. Cette exposition célèbre le quatrième centenaire de la naissance d'Henri IV, un moment clé pour le musée. Le musée est alors réorganisé en profondeur pour cette exposition qui rencontre un succès certain.

### Spécialisation du musée
À l'issue de cette exposition, la conservatrice Anne-Marie Labit-Esquirol prend conscience de l'importance de thématiser le musée et abandonne donc la tradition encyclopédique du musée, héritée du XIXe siècle, qui consistait à juxtaposer les œuvres selon la place disponible, sans lien cohérent. Désormais, le musée se concentre sur deux thèmes : Henri IV et ses ancêtres, et l'archéologie néracaise. L'histoire des Albret occupe alors l'essentiel de l'espace du musée puisque seules les deux dernières salles sont dévolues à l'archéologie.
En 2003, le musée est labellisé musée de France en raison de ses collections dont la connaissance s'affine avec le récolement initié en 2010. Ce récolement permet d'engager un chantier des collections afin de restaurer certaines œuvres ainsi que des découvertes inattendues comme celles d'un squelette de wallaby (dépôt du Muséum de Paris), de la boucle d'une ceinture mérovingienne en émail cloisonné, ou encore d'un plan du château de Nérac illustrant le projet de restructuration du château par Eugène Viollet-le-Duc.
À l'issue de ce récolement, l'exposition permanente du premier étage est entièrement refondue et intitulée Le château de Nérac : de la saga des Albret aux origines d'Henri IV et accueille désormais une offre de médiation.
À partir de 2016, le musée, qui présentait l'histoire du territoire à travers l'archéologie et la période de la Renaissance, retire ses collections archéologiques pour répondre aux attentes de son public. Ces collections sont conservées en réserve en attendant de trouver un lieu plus adapté. Ce choix fait suite à l'obtention du label Maisons des illustres en 2011, et de l'inscription du château-musée dans le réseau régional des maisons d'écrivain en Nouvelle-Aquitaine en raison de l'importance des femmes de lettres et de pouvoir Marguerite de Navarre et sa fille Jeanne d'Albret, qui sont toutes les deux résidentes du château,. En 2020, une salle entière est d'ailleurs dédiée à Marguerite de Navarre (grand-mère d'Henri IV), dont la robe est reproduite en papier par la costumière Inge Zorn Gauthier d'après le célèbre portrait de Jean Clouet.
Le musée se concentre désormais sur l'histoire de ses occupants — les Albret — au premier étage et sur la vie quotidienne à l’époque de la Renaissance (hygiène, gastronomie et mode) au rez-de-chaussée.

## Collections
Du fait de son ancienneté, le musée de Nérac a accumulé des collections hétérogènes au fil du temps. Le récolement de 2010 a permis de dénombrer 8 810 items, dont 3,3% sont exposés dans le musée. Certaines œuvres sont visibles à l'hôtel de ville comme la Réception du Président Fallières à la sous-préfecture de Nérac d'Étienne Mondineu (1909), L'Italienne de Sarkis Diranian (1891) ou le Paysage maritime de François-Joseph Dupressoir.

Œuvres conservées au château-musée Henri IV
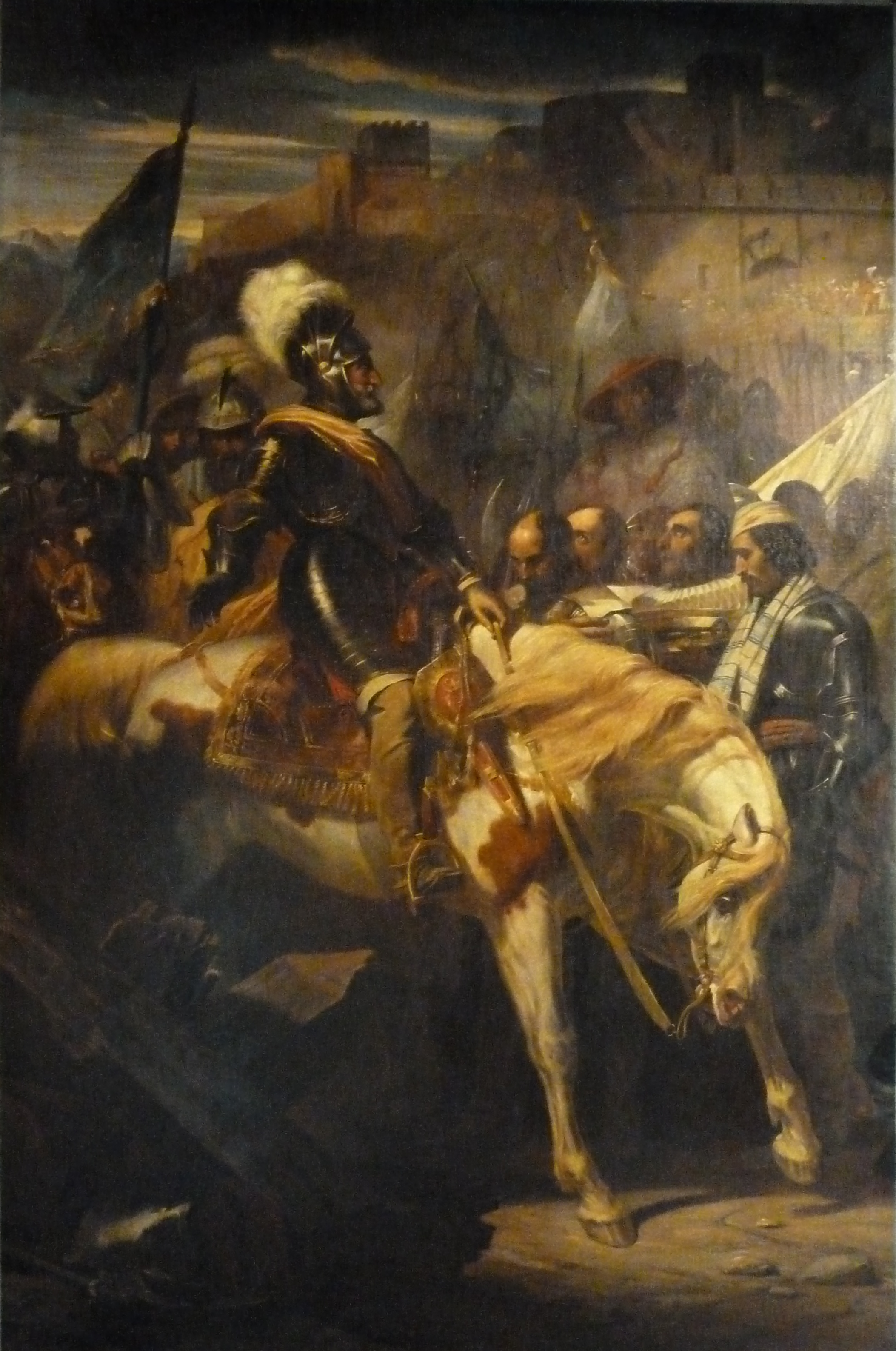
Edouard Odier, Henri IV à Montmélian, 1837.
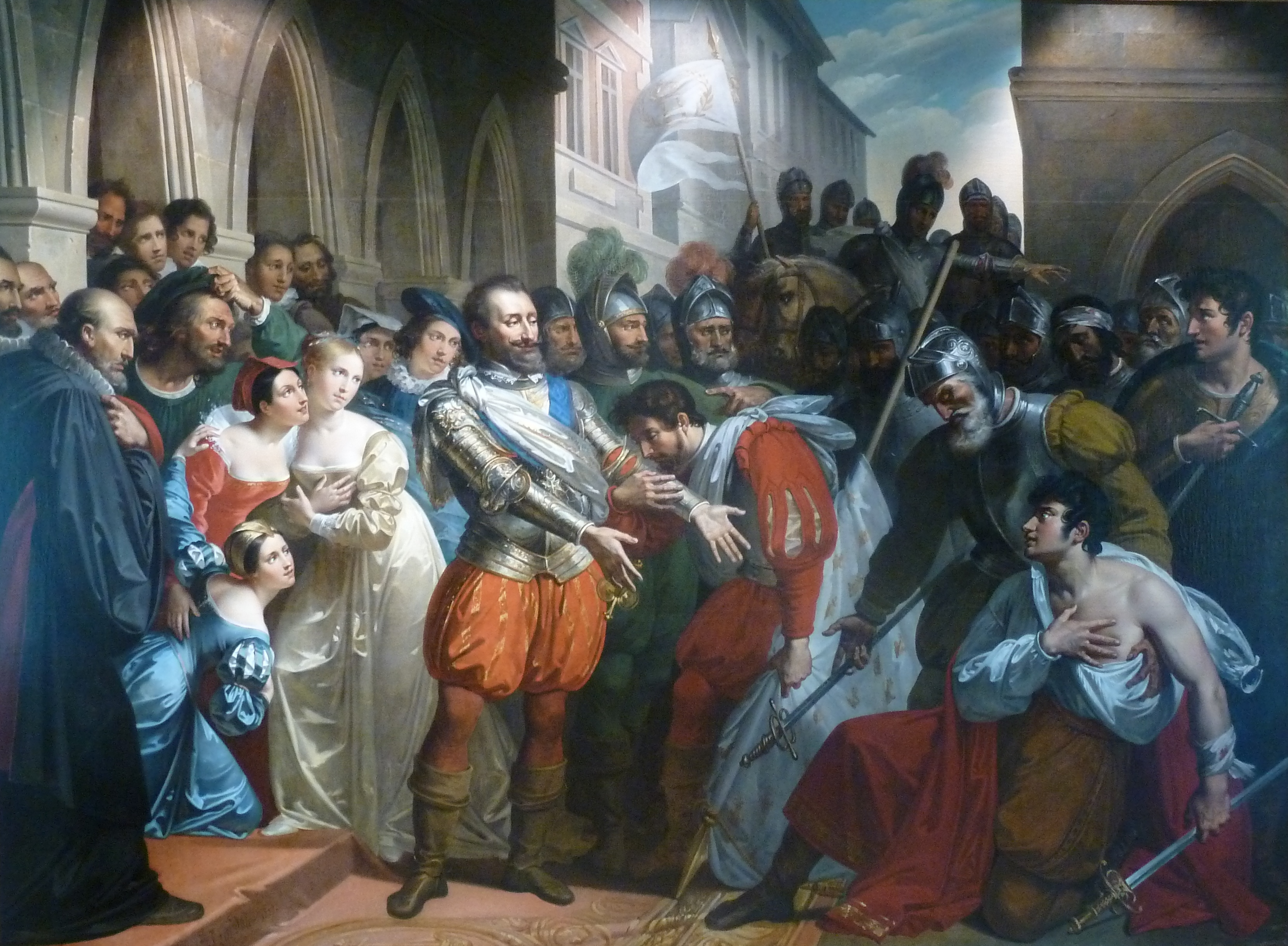
Pierre-Jérôme Lordon, L'Entrée d'Henri IV à Libourne après la bataille de Coutras, 1827.
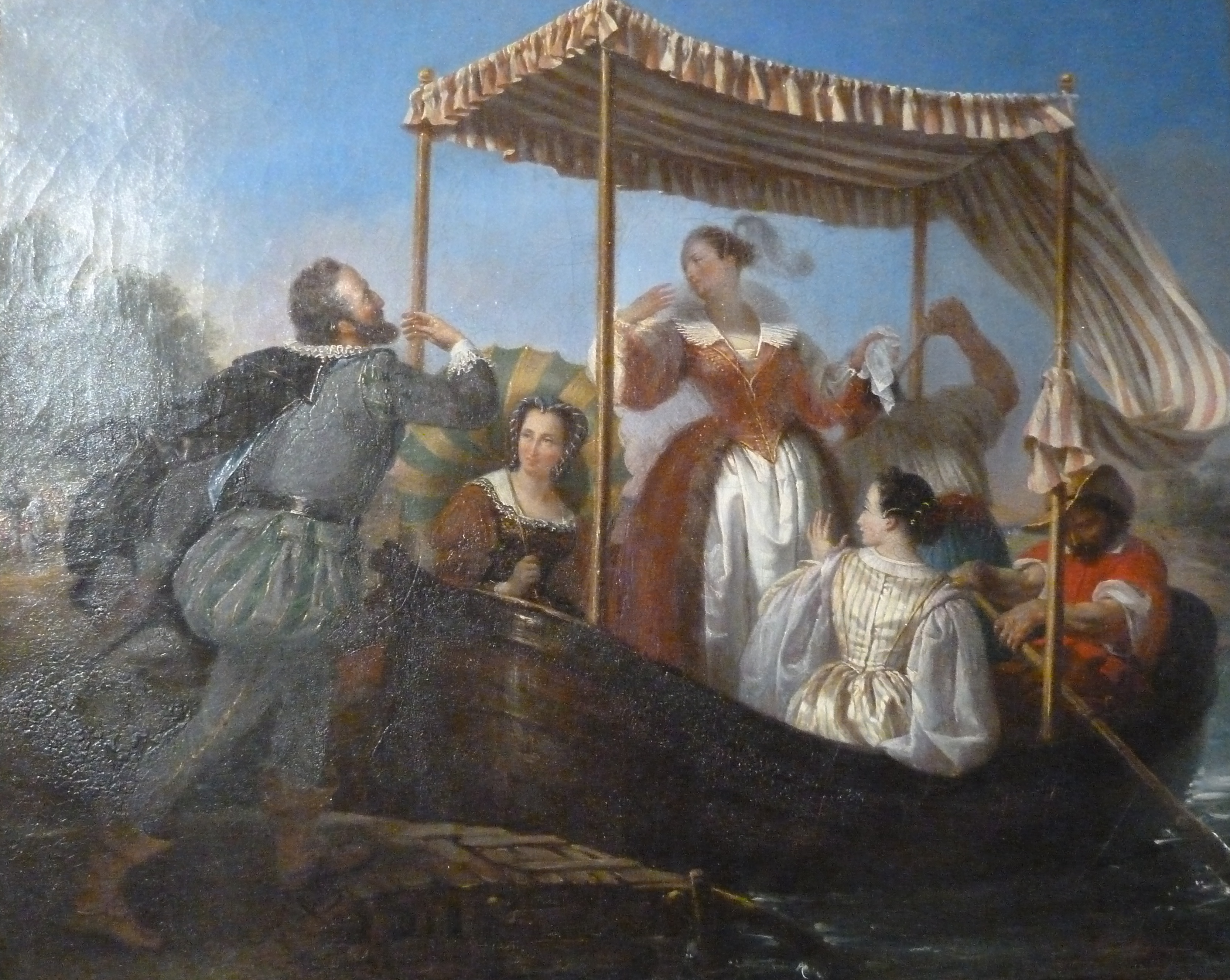
Eugénie Latil, Les Adieux d'Henri IV à Gabrielle d'Estrées, 1835-1840.
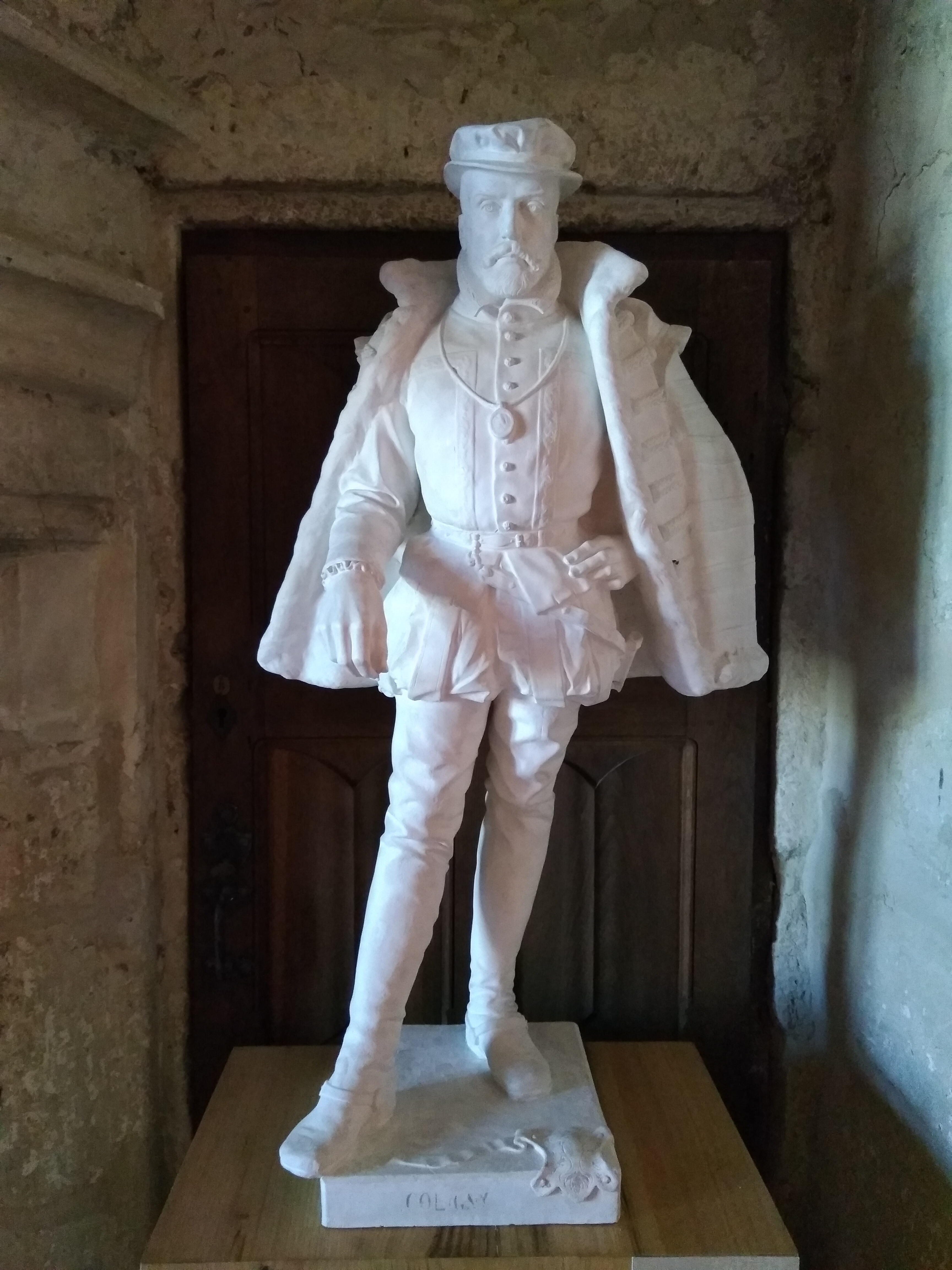
Daniel-Joseph Bacqué, Statue de Coligny, 1902.
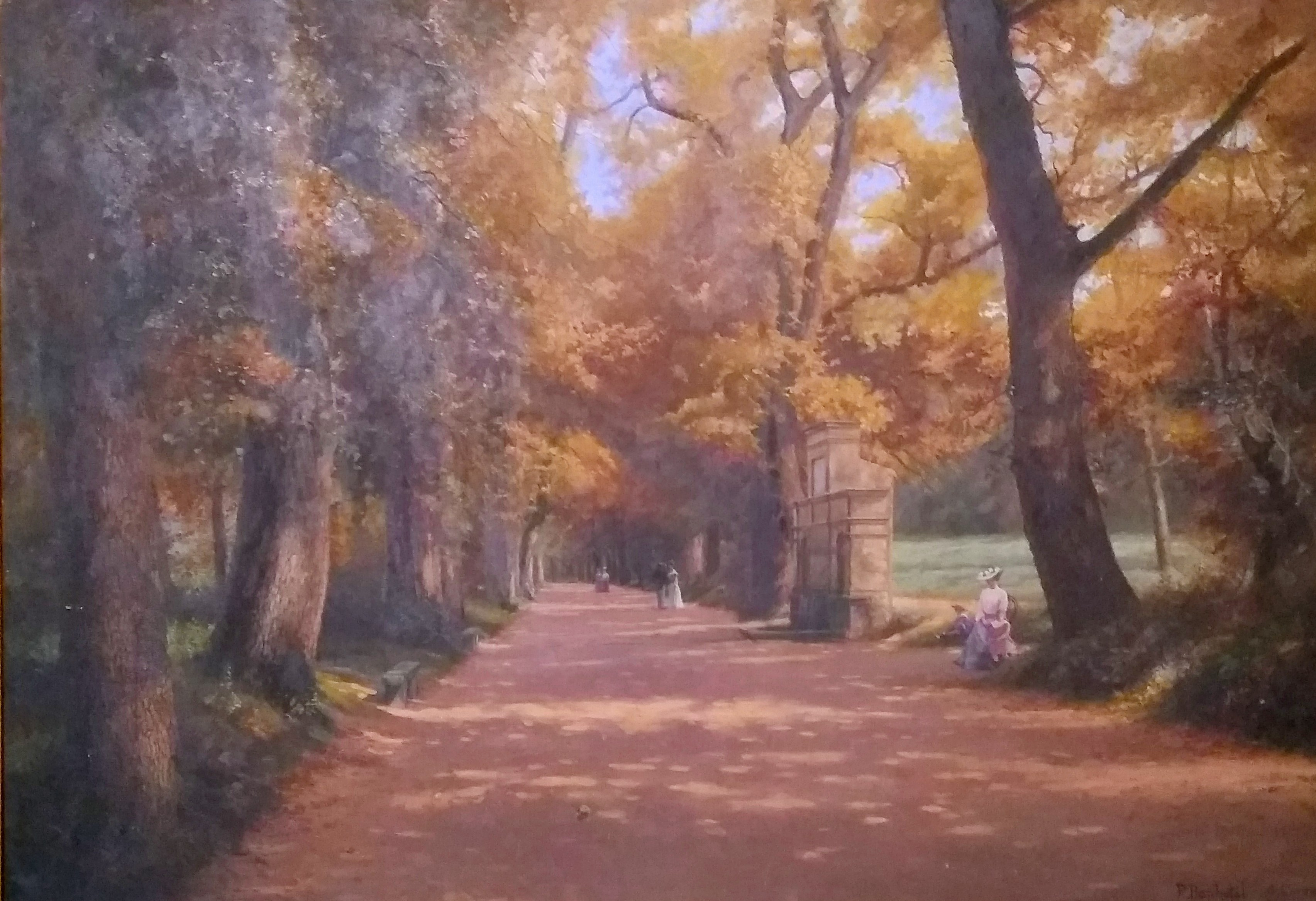
Paul-Émile Bonhotal, L'Allée de la Garenne et de la fontaine du Dauphin à Nérac, 1905-1906.

Œuvres conservées à l'hôtel de ville de Nérac
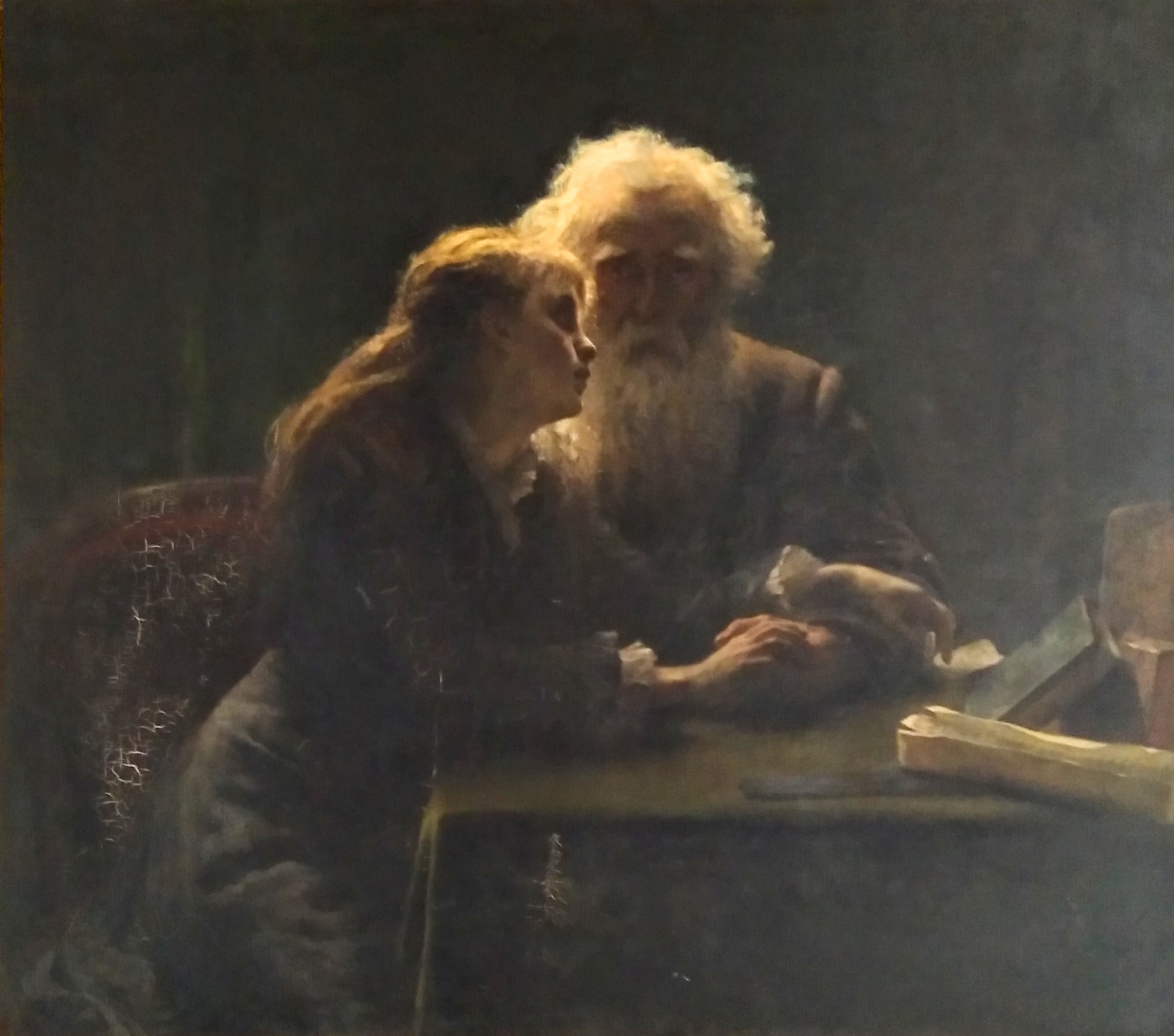
Émile Renard, La Mauvaise nouvelle, XIXe siècle.
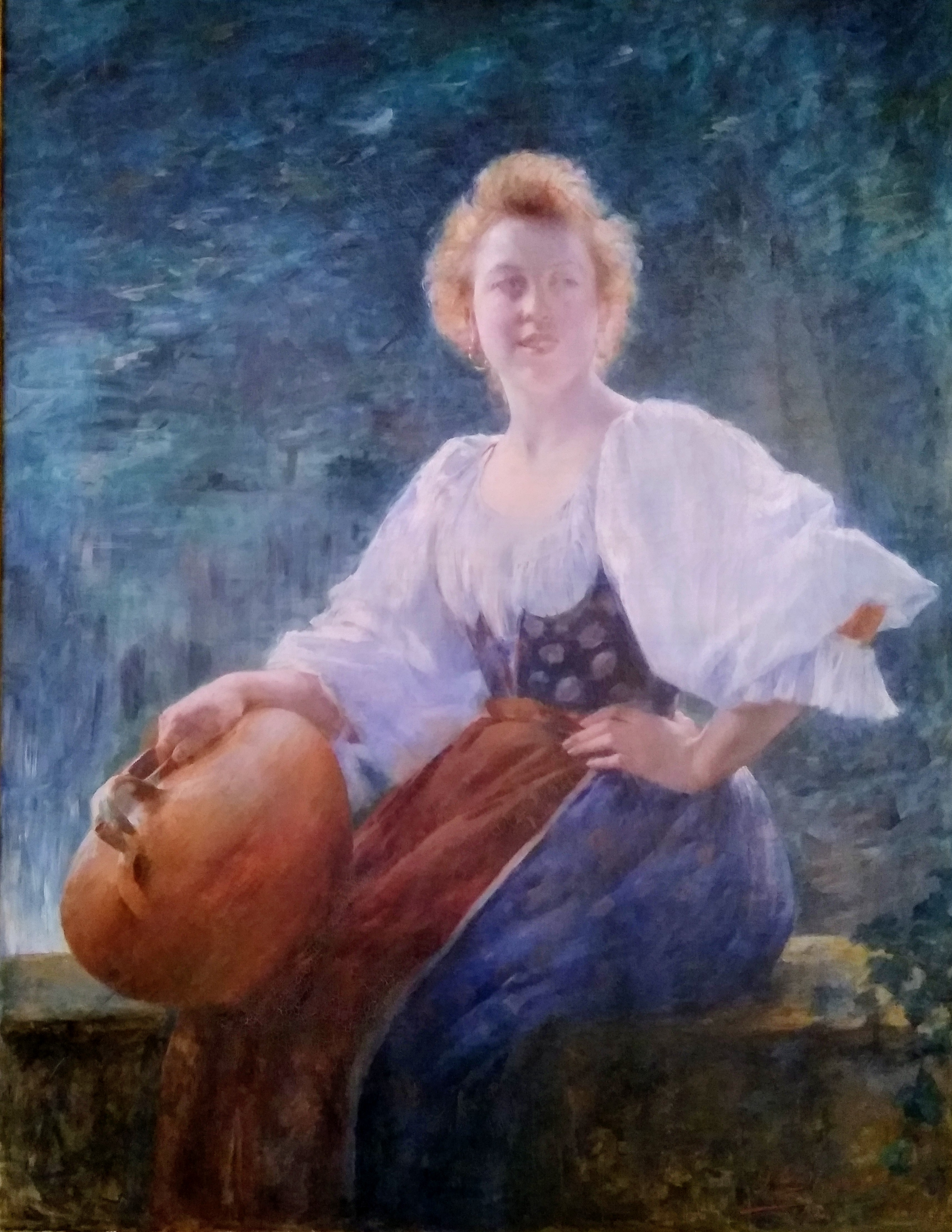
Sarkis Diranian, L'Italienne, 1891.
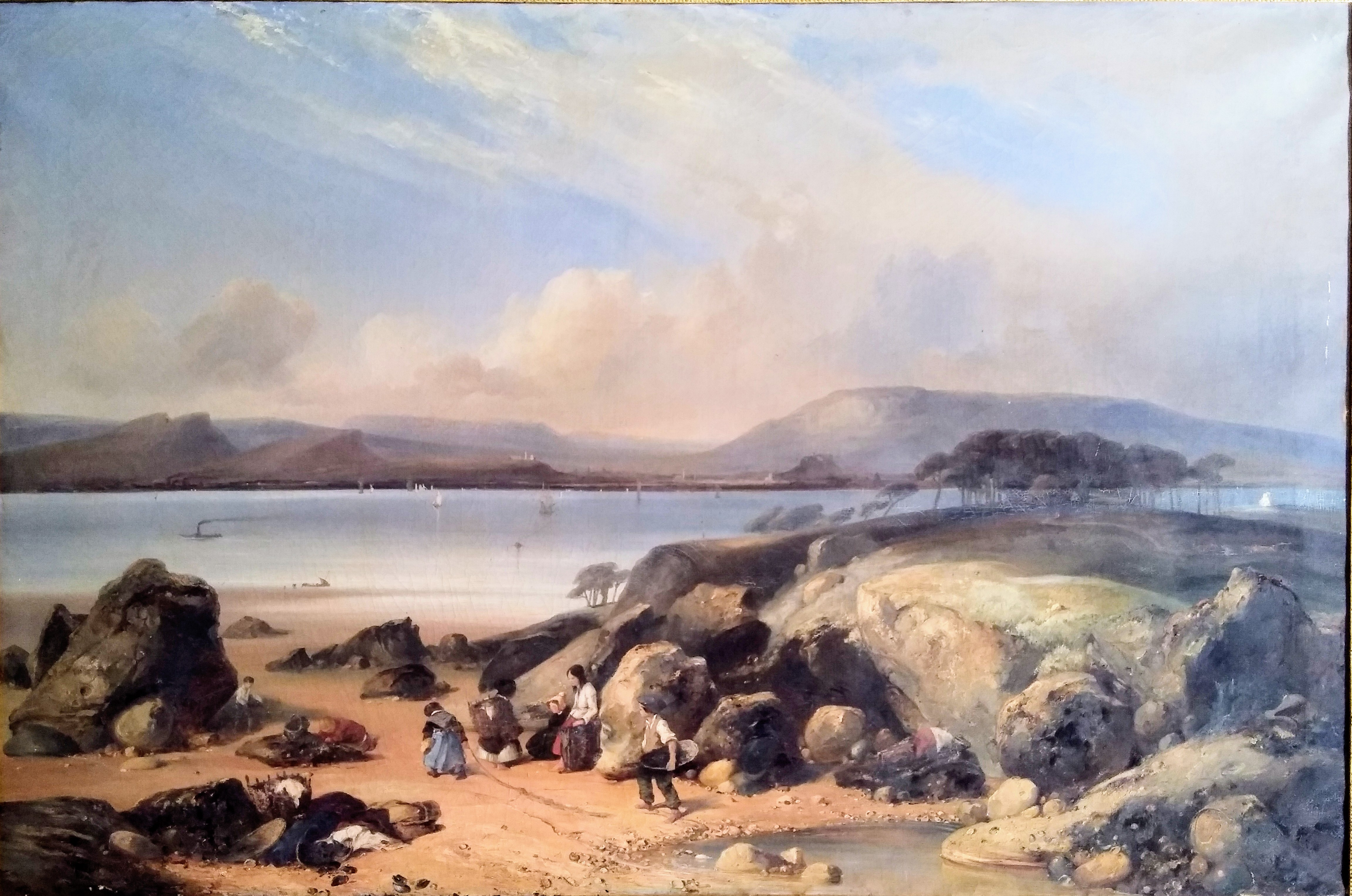
François-Joseph Dupressoir, Paysage maritime, XIXe siècle.
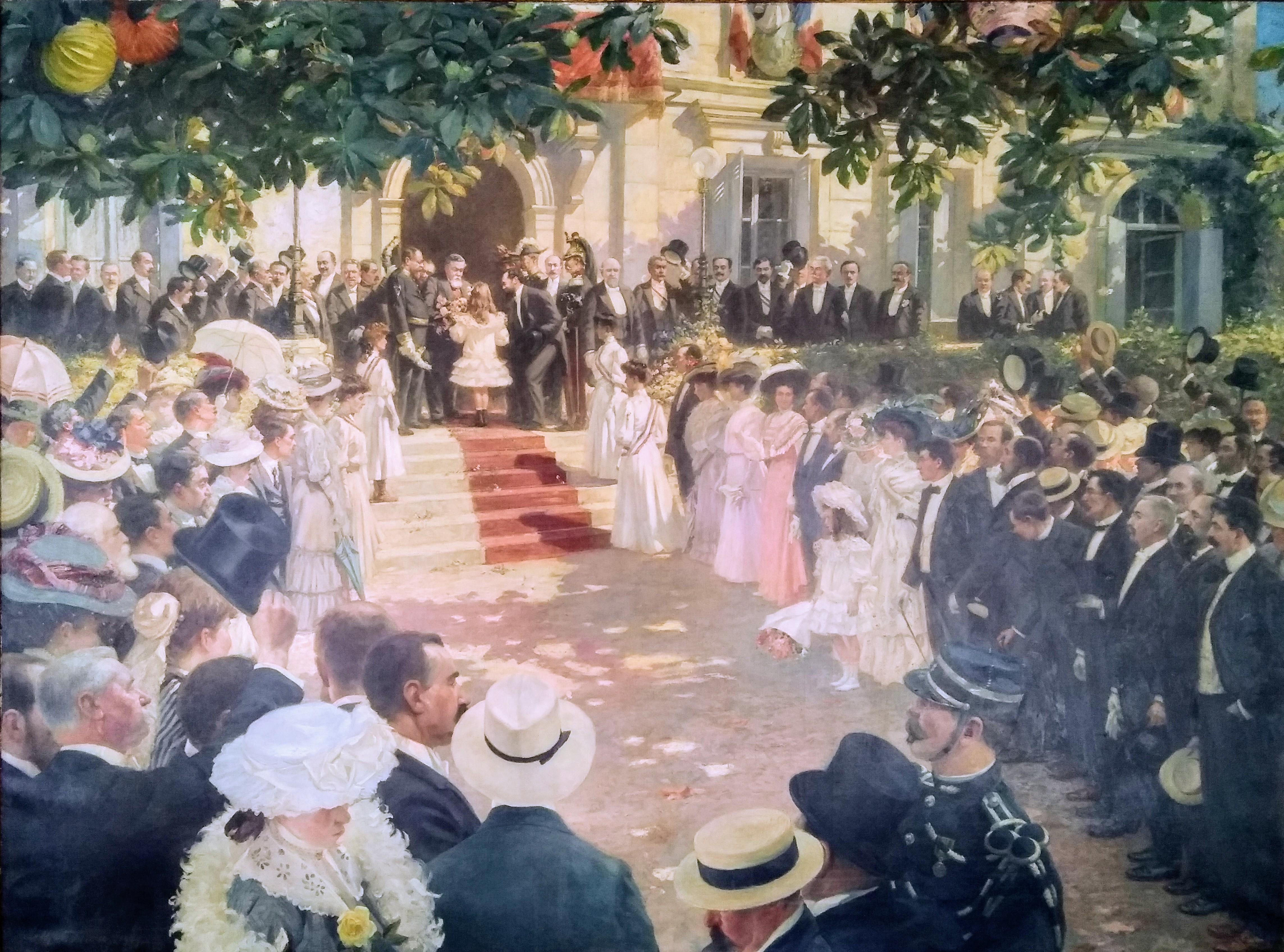
Étienne Mondineu, Réception du Président Fallières à la sous-préfecture de Nérac, 1909.

Collections archéologiques
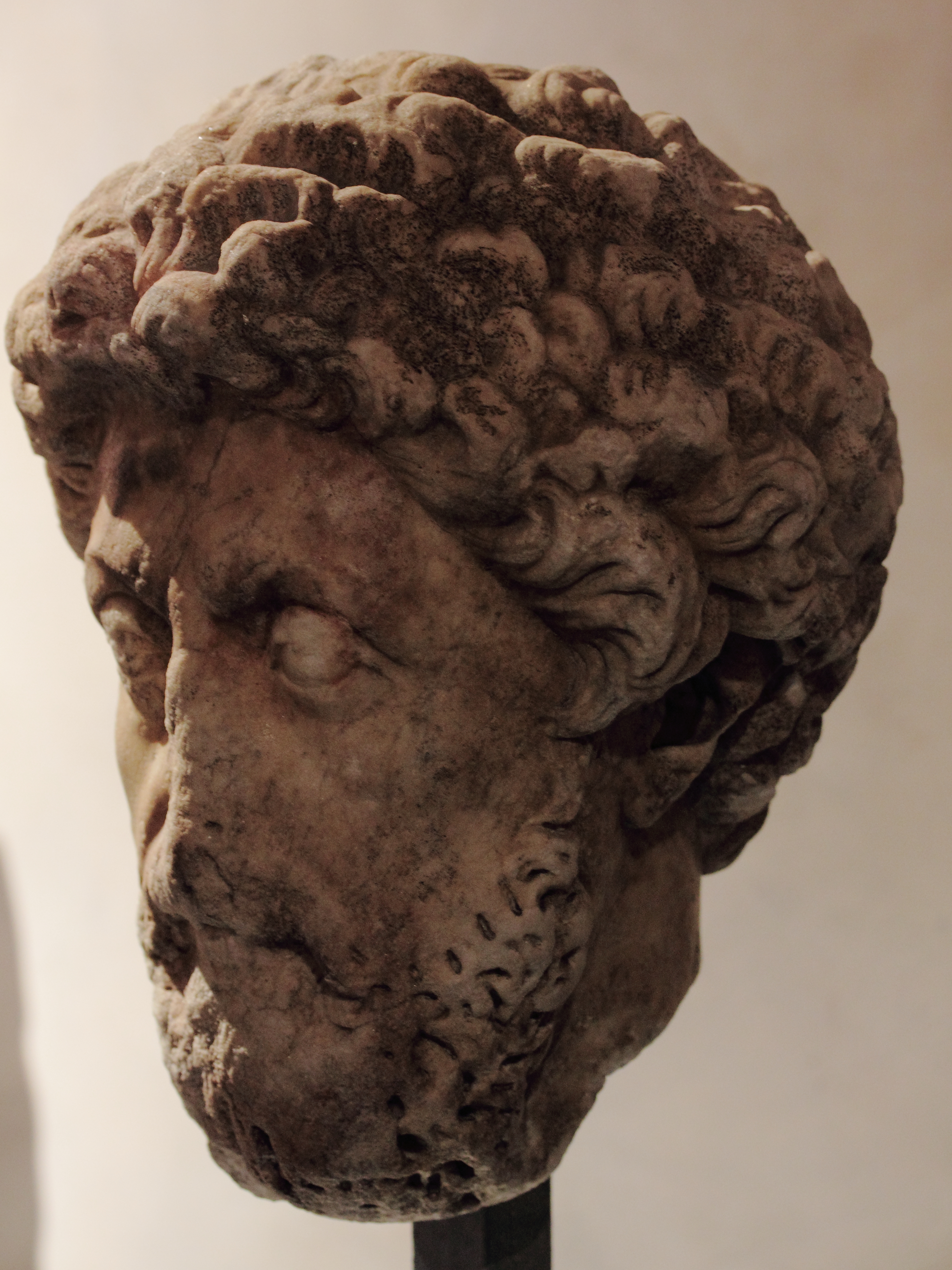
Tête de Marc-Aurèle.
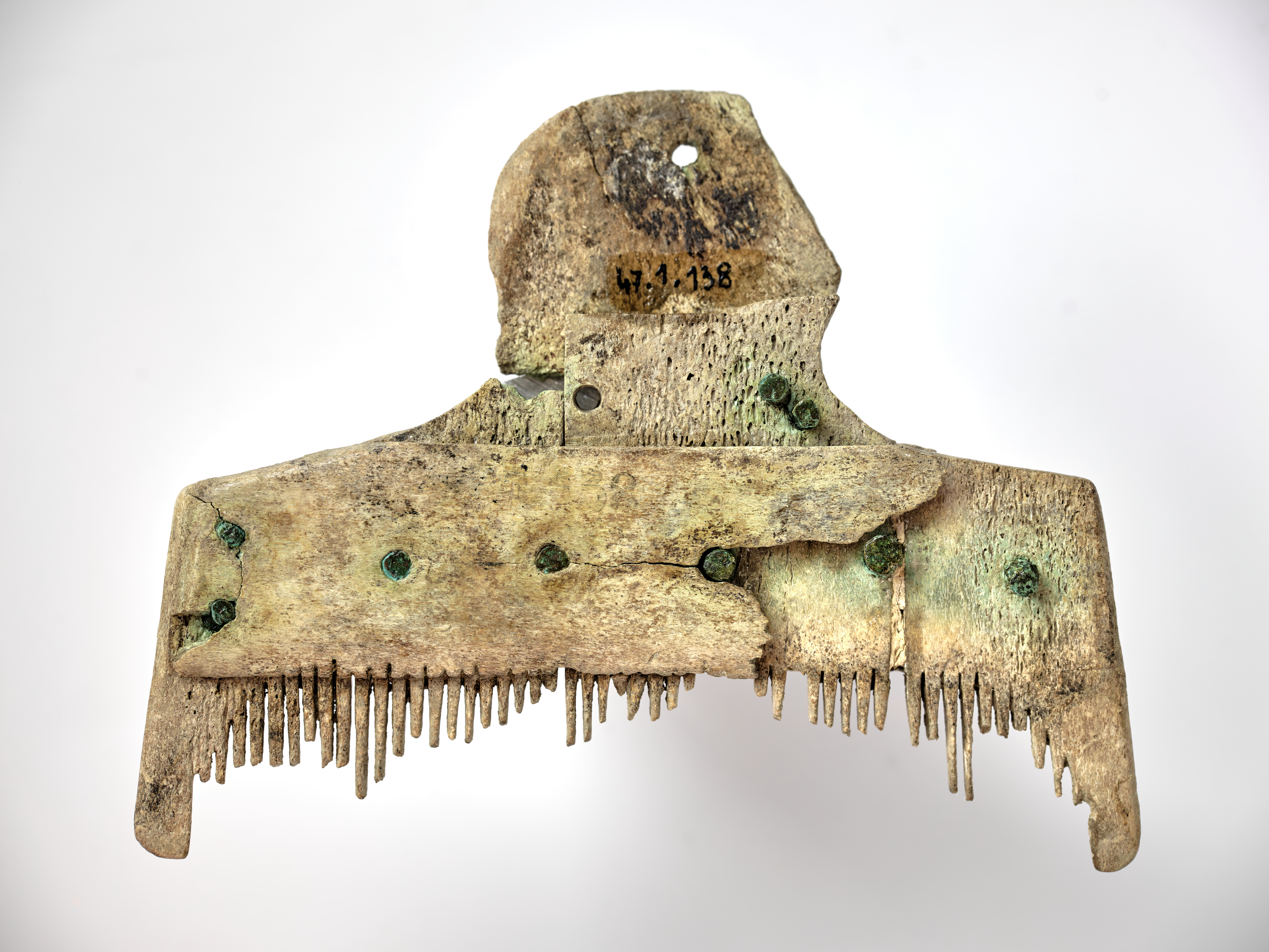
Peigne de type Thomas III, IVe – Ve siècle.

## Liste des conservateurs du musée
Le premier directeur du musée, Anatole Faugère-Dubourg, est également directeur de la bibliothèque, car Armand Fallières avait fait voter la création de la bibliothèque et du musée lors de la même séance du 5 décembre 1872 et les deux institutions partageaient le même bâtiment. À partir du début des années 1940, il n'y a plus de conservateur au musée de Nérac, c'est le conservateur du musée d'Agen (André Allard) qui se charge de la conservation en parallèle de son activité au musée d'Agen. Jusqu'en 2015, cette charge revint au département.
| Nom             | Prénom  | Fonction                                                 | Période    |
| --------------- | ------- | -------------------------------------------------------- | ---------- |
| Faugère-Dubourg | Anatole | Poète, avocat - Directeur du musée et de la bibliothèque | 1872-1876  |
| Lespiault       | Maurice | Peintre, poète, naturaliste - Conservateur du musée      | 1878-1886  |
| Seignoret       | Abel    | Artiste-peintre - Conservateur                           | 1886-1887  |
| Passet          | Alban   | Avocat - Conservateur                                    | 1891-1897  |
| Gares           | Pierre  | Secrétaire de mairie - Conservateur                      | né en 1897 |
| Carrère         | Hermann | Conservateur                                             | né en 1921 |